# Pippa Norris
Pippa Norris (Londres, 10 de juliol de 1953) és una politòloga i professora universitària anglesa.
Estudià ciències polítiques i filosofia a la Universitat de Warwick, i va obtenir un màster i el doctorat a la London School of Economics. Abans d'unir-se a Harvard el 1993, va ensenyar polítiques a la Universitat d'Edimburg. Ha estat professora de la càtedra McGuire de Política Comparada a la John F. Kennedy School of Government de la Universitat Harvard. També imparteix docència com a professora de relacions governamentals i internacionals a la Universitat de Sydney, i és fundadora i directora del projecte de recerca Electoral Integrity Project, vinculat a les dues universitats. El seu camp d'investigació es basa en la recerca comparada de l'opinió pública i els processos electorals, les institucions i cultures polítiques, la política del gènere i les comunicacions polítiques.
Ha treballat com a consultora de l'ONU, l'OSCE, l'Intitute for Democracy and Electoral Assistance (IDEA), la UNESCO, el Consell d'Europa, NED i el PNUD. Ha estat professora visitant a diverses universitats d'arreu del món, com ara Otago, Oslo, Essex, Columbia, Califòrnia-Berkeley, Ciutat del Cap, Sydney i la Universitat Nacional Australiana.

## Publicacions[1]
- A Virtuous Circle: Political Communications in Postindustrial Societies (2000)
- Digital Divide: Civic Engagement, Information Poverty, and the Internet Worldwide (2001)
- Democratic Phoenix: Reinventing Political Activism (2002)
- Rising Tide: Gender Equality and Cultural Change Around the World (2003) (amb Ronald Inglehart)
- Electoral Engineering: Voting Rules and Political Behavior (2004)
- Sacred and Secular: Religion and Politics Worldwide (2004)
- Driving Democracy: Do Power-Sharing Institutions Work? (2008)
- Democratic Deficit: Critical Citizens Revisited (2011)
- Making Democratic Governance Work: The Impact of Regimes on Prosperity, Welfare and Peace (2012)
- Why Electoral Integrity Matters (2014)
- Why Elections Fail (2015)
- Why American Elections Are Flawed (And How to Fix Them) (2017)
- Cultural Backlash: Trump, Brexit, and Authoritarian Populism (2019) (amb Ronald Inglehart)